# Tres Reyes (grupo de resistencia)
Los Tres Reyes (su nombre completo era los Tres Reyes Magos) fue un nombre de guerra, dado por la Gestapo, la policía secreta de los nazis alemanes, a un grupo del servicio de inteligencia y de sabotaje checo durante el tiempo del Protectorado de Bohemia y Moravia. Dicho grupo estaba formado por tres miembros de la más grande organización de la resistencia antinazi checa, llamada la Defensa Nacional (la DN), es decir, por los tenientes coroneles Josef Balabán y Josef Mašín y por el capitán Václav Morávek. Los Tres Reyes se especializaron en la recolección de información de inteligencia, preparación y realización de actos de sabotaje. También tuvieron parte en el mantenimiento de la comunicación con los representantes checoslovacos exiliados en Londres.

## Establecimiento y actividad

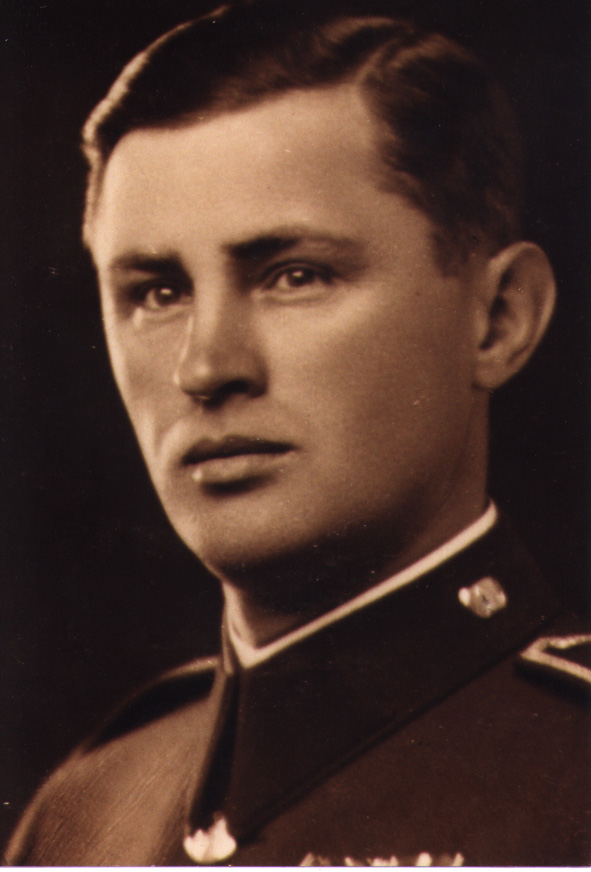
General checo Josef Masón (1896-1942)

El grupo se estableció poco tiempo después de la ocupación de la Bohemia y Moravia en marzo de 1939. Desde el verano del mismo año el grupo ya trabajaba en la composición fija de Balabán, Mašín y Morávek. A veces, el sargento František Peltán, también llamado el cuarto de los Tres Reyes, cooperaba con este grupo como radiotelegrafista. Su central estaba en el despacho del coronel Tomáš Berka (un miembro de la organización ilegal de la Comisión Central de la Resistencia Doméstica) en el Ministerio de Trabajo y Asuntos Sociales en Praga.
Al principio de la primavera de 1940, los servicios de seguridad alemanes destruyeron casi una generación completa de la resistencia checoslovaca; la DN, la Política Central (la PC) y parcialmente también el Comité de Petición Fieles Permaneceremos (la CPFP) fueron casi destrozados. Gracias al estricto acatamiento de medidas conspiratorias, los Tres Reyes no fueron descubiertos. Las otras organizaciones a menudo subestimaron esas medidas, lo que permitió la infiltración de agentes de la Gestapo o de la Abwehr en sus estructuras ilegales.
Los que no fueron arrestados formaron una nueva organización, ya antes mencionada, llamada la Comisión Central de la Resistencia Doméstica (la CCRD). La CCRD unió grupos de resistencia que, además de esto, operaban de manera independiente. Los Tres Reyes fueron representados por Balabán. Él también fue el primer miembro del grupo que fue capturado por la Gestapo, el 22 de abril de 1941 después de haber resultado herido en un corto tiroteo. A pesar de ser torturado durante el interrogatotorio, el teniente coronel Balabán no reveló la identidad de sus compañeros y fue ejecutado el 3 de octubre de 1941.
El 13 de mayo de 1941 la Gestapo capturó al segundo de los Tres Reyes, el teniente coronel Josef Mašín, cuando estaba comunicando con Londres por la radio. Mašín empezó a disparar a los agentes de la Gestapo e hirió gravemente a uno, para que Morávek y Peltán pudieran huir del apartamento ilegal. Los agentes detuvieron al herido Mašín y lo llevaron a un hospital carcelario. Morávek tejió los planes para su liberación, pero sus planes fueron imposibilitados, cuando Mašín fue trasladado a la cárcel de Pankrác, porque había atacado a un guarda en el hospital. Incluso Mašín fue torturado, pero no reveló nada y trató de suicidarse varias veces. No obstante, no lo consiguió y, al final, fue ejecutado el 30 de junio de 1942 en Kobylisy.
Morávek, como el último miembro del grupo todavía no capturado, continuaba con su actividad ilegal. El 21 de marzo de 1942, trató de liberar a su compañero Václav Řehák durante un tiroteo, cerca de un lugar de Praga llamado el Puente de Pólvora y se mató de un tiro, para que la Gestapo no lo capturara.

## Actos de resistencia

### Servicio de inteligencia
Los Reyes Magos operaban principalmente como un servicio de inteligencia, recogiendo información de todas las esferas de la vida del Protectorado y cooperando con una red de ferroviarios y certeros tras la CPFP. Gracias a ellos, los Tres Reyes obtuvieron información sobre los transportes alemanes, sobre la circulación de mercancía y sobre las condiciones en las fábricas. Tras evaluar esta información, la resistencia era capaz de tener un conocimiento general de la vida política y económica en el Protectorado e incluso en una parte de Eslovaquia. Balabán elaboraba los mensajes enviados a Londres por emisores-receptores o (los más extensos) por mensajeros vía Suecia.

### Sabotaje
Además de las actividades mencionadas en el párrafo antecedente, los miembros del grupo también proporcionaban armas para la DN y explosivos para sus propias actividades de sabotaje. Antes de que el ejército alemán ocupara el resto de Bohemia y Moravia en marzo de 1939, Mašín – como comandante de la guarnición en Praga-Ruzyně – había conseguido esconder algunas armas que luego podía distribuir entre sus compañeros.
Los actos más significativos en los que el grupo contribuyó, fueron los ataques con bombas contra los blancos en Berlín. Los Tres Reyes se hicieron con artefactos explosivos, los probaron y Ctirad Novák, un cuñado de Mašín, los colocó en Berlín: una bomba cerca de la jefatura de policía y otra cerca del Ministerio de Aviación. Su otro ataque no tuvo éxito: la bomba detonó en el momento correcto, pero – como el tren con Himmler tenía retraso – no dio en el blanco. El grupo también realizó varios ataques con bombas contra transportes militares alemanes.